# 特里科恩山
73°58′S 61°45′W / 73.967°S 61.750°W
特里科恩山是南極洲的山峰，位於帕爾默地東部，海拔高度1,120米，該山峰在1940年12月30日由美國探險隊發現，現時由南極條約體系管理。